# Lug (Kiseljak, BiH)
Lug je naseljeno mjesto u općini Kiseljak, Federacija Bosne i Hercegovine, BiH.

## Stanovništvo

### 1991.
Nacionalni sastav stanovništva 1991. godine, bio je sljedeći:
ukupno: 286
- Hrvati - 230
- Muslimani - 35
- Srbi - 1
- Jugoslaveni - 12
- ostali, neopredijeljeni i nepoznato - 8

### 2013.
Nacionalni sastav stanovništva 2013. godine, bio je sljedeći:
ukupno: 225
- Hrvati - 186
- Bošnjaci - 36
- Srbi - 1
- ostali, neopredijeljeni i nepoznato - 2